# Gåstjärnen (Åre socken, Jämtland, 703765-131841)
Gåstjärnen är en sjö i Åre kommun i Jämtland och ingår i Indalsälvens huvudavrinningsområde. Sjön har en area på 0,168 kvadratkilometer och ligger 777,2 meter över havet.

## Delavrinningsområde
Gåstjärnen ingår i det delavrinningsområde (703966-131778) som SMHI kallar för Utloppet av Brattjärnen. Medelhöjden är 774 meter över havet och ytan är 13,44 kvadratkilometer. Det finns inga avrinningsområden uppströms utan avrinningsområdet är högsta punkten. Vattendraget som avvattnar avrinningsområdet har biflödesordning 4, vilket innebär att vattnet flödar genom totalt 4 vattendrag innan det når havet efter 408 kilometer. Avrinningsområdet består mestadels av skog (12 procent), öppen mark (40 procent) och kalfjäll (46 procent). Avrinningsområdet har 0,28 kvadratkilometer vattenytor vilket ger det en sjöprocent på 2,1 procent.